# Kościół św. Jadwigi Królowej w Chojnicach
Kościół świętej Jadwigi Królowej w Chojnicach – rzymskokatolicki kościół parafialny należący do parafii pod tym samym wezwaniem (dekanat chojnicki Diecezji pelplińskiej).
Budowa świątyni została rozpoczęta w dniu 4 sierpnia 2000 roku, Natomiast w dniu 12 listopada tego samego roku przy głównym wejściu do kościoła został wmurowany kamień węgielny. W dniu 8 czerwca 2013 roku biskup diecezjalny Ryszard Kasyna poświęcił świątynię.